# 向島ニュータウン
向島ニュータウン（むかいじまニュータウン）は、京都市伏見区南部の向島にあるニュータウンである。京都市住宅供給公社が事業主体となっている。
当ニュータウンは、かつての二ノ丸池（秀吉の伏見城築城に伴う宇治川の改修工事で築かれた小倉堤によって巨椋池本体と分断された）が干拓された地に造成された。

## 年表
- 1972年（昭和47年）3月：向島ニュータウンの造成を開始する[2]。
- 1976年（昭和51年）4月：向島南小学校が開校する。
- 1977年（昭和52年）4月：入居を開始する[1][2]。2街区と5街区がその対象となった[3]。近鉄バスの路線運行は、同年より開始している[4]。
- 1978年（昭和53年）：中央公園（西・東）を開設する[4]。同年、向島ニュータウンセンター商店街が開業する[4][5]。
- 1979年（昭和54年）
  - 3月：近鉄向島駅が開業する[4]。
  - 4月：向島二の丸小学校が開校する[4]。
  - 5月：向島消防出張所が開所する。
  - 10月：向島運動公園が開園する。
- 1980年（昭和55年）4月：向島中学校が開校する[4]。
- 1983年（昭和58年）4月：向島藤の木小学校が開校する[4]。
- 1984年（昭和59年）4月：向島東中学校が開校する[4]。
- 1986年（昭和61年）
  - 3月：向島図書館が開館する[4]。
  - 4月：二の丸北小学校が開校し[4]、向島南小学校が移転する。
- 1987年（昭和62年）：全街区（11街区）竣工のため、造成事業を終了する[4]。同年、二の丸北自治会連合会が発足する[3]。
- 1990年（平成2年）3月：向島学生センターを開設する[1][4]。
- 1997年（平成9年）5月：向島証明書発行コーナーを開設する。
- 1998年（平成10年）：二の丸北社会福祉協議会が発足する[3]。
- 2005年（平成17年）
  - 8月：向島駅前の空き地に葬儀場を建設する計画が判明する[注 1][3][6]。
  - 10月：1街区 - 5街区の住民により、向島駅前まちづくり協議会が発足する[4][6]。「向島駅前まちづくり憲章」を作成し、葬儀場建設計画の反対運動を行う[3]。
- 2007年（平成19年）：向島駅前まちづくり憲章を制定する[4]。
- 2008年（平成20年）
  - 2月：向島中央公園愛護協力会が発足する[3]。
  - 3月：京都文教大学の協力により、第1回向島駅前「春の祭典」が開催される[3]。
  - 5月：1街区 - 5街区の住民により、向島二の丸防犯パトロール隊が発足する[3]。
  - 12月：1街区 - 6街区の住民により、二の丸北あんしんネットワークが発足する[3]。
- 2009年（平成21年）：「春の祭典」の開催を終了。翌年（2010年（平成22年））より「秋の祭典」に改称[1][7]。
- 2013年（平成25年）：コミュニティスペース「京都文教マイタウン向島」を開設する[4]。
- 2017年（平成29年）
  - 3月27日：京都市が「向島ニュータウンまちづくりビジョン」の策定計画を公表する[注 2][2][8]。
  - 4月：向島二の丸小学校に二の丸北小学校を統合。伏見区初の小中一貫教育校開校に向け、旧・二の丸北小学校の校舎建替えを開始する。
  - 5月19日：「向島駅前まちづくり協議会」がNPO法人の認可を受ける[9]。
  - 同年をもって「秋の祭典」の開催を終了。翌年（2018年（平成30年））より「向島まつり」に改称[10][11]。
- 2019年（平成31年）4月：向島二の丸小学校・向島南小学校・向島中学校の3校を統合し、二の丸北小学校跡地に向島秀蓮小中学校を開校する。

## 施設

### 住宅施設
全11街区で構成されるが、街区そのものは当ニュータウンを通過する国道24号を挟んで東西に分割している。1街区 - 6街区は近鉄京都線寄り、7街区 - 11街区は宇治川寄りにある。なお、東西の各街区は連絡橋で結ばれている。ちなみに、6街区の住居棟は都市再生機構（愛称・UR都市機構）が管理する公団住宅である。

#### 公団住宅
- 6街区 1-3棟

#### 市営住宅
- 1街区1-6棟
- 5街区1-8棟
- 8街区1-5棟
- 9街区
- 10街区1-2棟
- 11街区1-7棟

#### 分譲住宅
- 2街区A-D棟
- 3街区A-G棟
- 4街区
- 7街区

### 公共施設
- 伏見区役所向島証明書発行コーナー
- 伏見警察署向島交番
- 京都市消防局伏見消防署向島消防出張所
- 京都市向島図書館
- 向島四ツ谷池郵便局

### 教育施設

#### 小学校
- 京都市立向島藤の木小学校
- 京都市立向島秀蓮小中学校（小中一貫校）

#### 中学校
- 京都市立向島東中学校（ニュータウンからは離れているが、藤の木小学校を校区としている）

### 公園
- 向島中央公園
- 向島東公園
- 向島運動公園

### 商業施設
当ニュータウンには向島ニュータウンセンター商店街（1978年開業）と向島らる商店街（1990年開業）がある。向島ニュータウンセンター商店街はKINSHO（近商ストア）や各店舗で構成された商店街、向島らる商店街は向島セミナーハウス内に併設した2階建ての商店街である。
- KINSHO向島店[17] - 向島ニュータウンセンター商店街内[14]。

### その他の施設
- 京都銀行向島支店
- 中部産婦人科
- 向島セミナーハウス - 国際交流と教育文化活動の増進を図るために設立した施設[15]。
- 向島学生センター - 学生の入居者同士の国際交流を図るために設立した施設[18]。
- 向島テニスコート

## 交通
鉄道
- 近鉄京都線向島駅

バス
- 近鉄バス

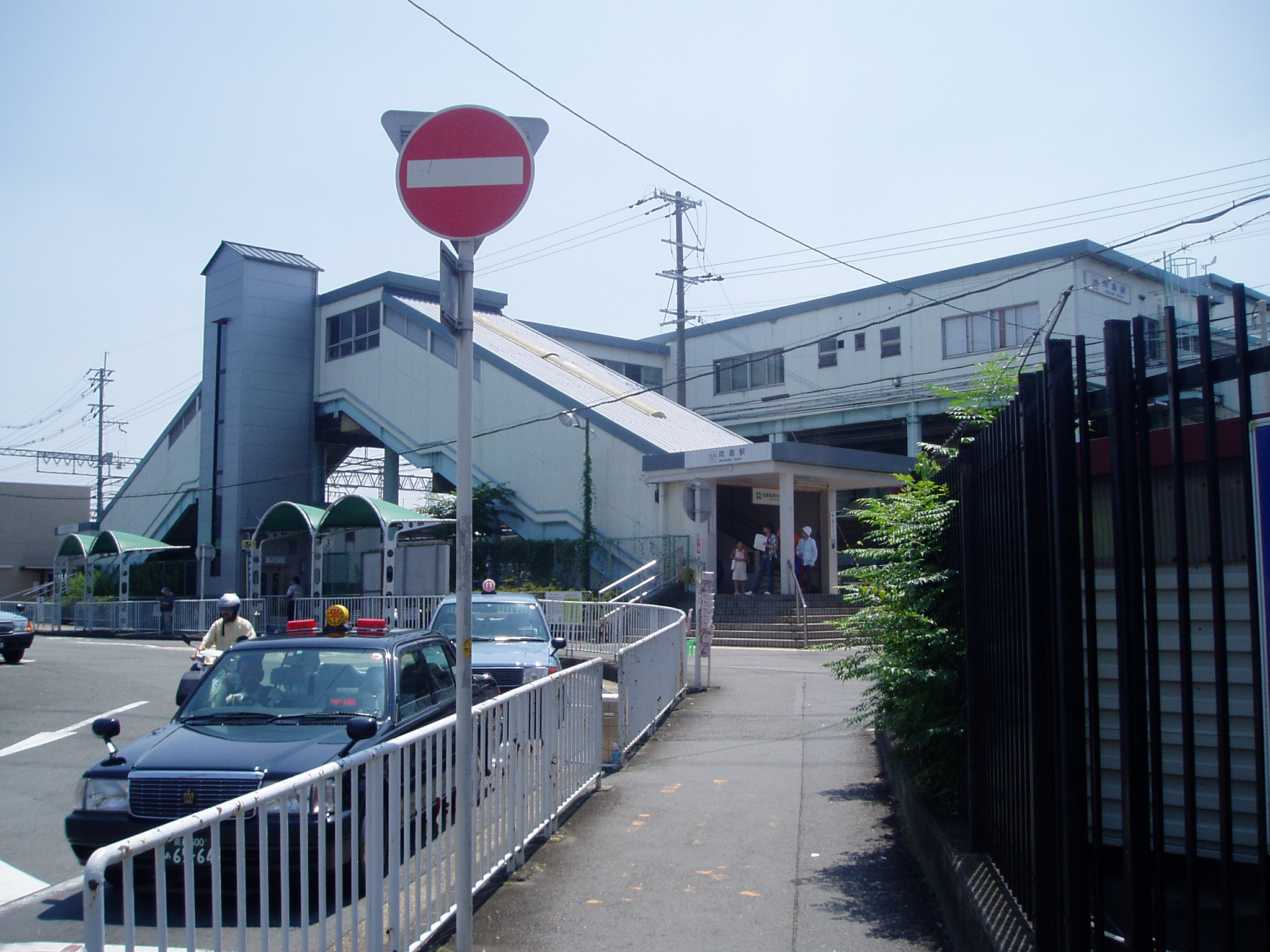
向島駅の駅舎（2006年8月）

  - 向島ニュータウン内を循環（一部は竹田駅方面にも運行。ニュータウン内に車庫を設置）。
- 京都京阪バス
  - 向島ニュータウン南部のみ。宇治徳洲会病院方面より運行（一部は小倉駅方面にも運行）。
- 奈良交通
  - 向島ニュータウン南部のみ。大川原（宇治市槇島町。同事業者の車庫所在地）より月1回（※第2日曜に1往復）のみ運行。

## 周辺
当住宅地は京都市伏見区の南端にあるため、それに接する宇治市にある周辺施設や道路も併せて紹介するが、鉄道駅（京阪宇治線を除く）およびバス停留所の案内はすべて省略する。
当ニュータウンの北側は観月橋（この橋で宇治川を渡る。対岸には京阪宇治線の観月橋駅がある）の手前まで民家が続くが、東側は田畑が広がる。南側も住宅地が広がるが、小学校や大学がある。国道24号沿いにはロードサイド店舗が連なるが、京滋バイパス付近は工業地となっており多くの工場が建つ。山崎製パン京都工場はその一角にある。
- 京都文教大学
- 種智院大学
- 京都府立京都すばる高等学校
- ベルファ宇治 - ショッピングモール
- むかいじま病院 - 総合病院
- グリーンタウン槇島 - ゴルフ練習場のすぐ近くにある集合住宅。
- HOS ゴルフスペース向島 - ゴルフ練習場。所在地は宇治市槇島町[19]。
- マクドナルド槙島店
- ドラッグユタカ向島店
- ニトリ伏見向島店
- ローソン伏見向島駅前店 - 駅前にあるコンビニ[20]。「向島駅前まちづくり協議会」の活動の一環としてコンビニの誘致が行われていた[6]。
- 国道24号
- 奈良街道

## 祭典
向島駅前まちづくり協議会が企画し、京都文教大学の協力により、2008年（平成20年）から「春の祭典」として開催したことがその始まりである。同年に開催されたイベントは1,000人を超える住民が参加し、にぎわいを見せた。「春の祭典」は2010年（平成22年）開催分をもって終了し、2011年（平成23年）から「秋の祭典」に改称して開催した後、2018年（平成30年）に「向島まつり」へ再改称した。再改称後は門川大作（第26代京都市長）が激励に駆けつけることがあり、その模様は門川の公式サイトに記されている（※下表を参照）。
| 回 | 開催年 | 京都市長の動き | 門川の活動日記 |
| -- | ------ | -------------- | -------------- |
| 1  | 2018年 | [ 京都市長 1 ] | [ 活動日記 1 ] |
| 2  | 2019年 | [ 京都市長 2 ] | [ 活動日記 2 ] |
| 3  | 2020年 | －             | －             |
| 4  | 2021年 | －             | －             |
| 5  | 2022年 | [ 京都市長 3 ] | [ 活動日記 3 ] |
| 6  | 2023年 | －             | －             |

備考
- "回"は向島まつりとして開催した回数を指すが、この祭りの名称は「向島まつり（開催年の西暦）」と表記する[10][23]。なお、略称には西暦が付かない[24][25]。
- 2018年（平成30年）開催時の来場者数は3,000人を超えた[11]。この年は飲食の模擬店が昼前に完売するなど、大盛況であった[11]。
- 2020年（令和2年）と2021年（令和3年）は新型コロナウイルスの影響により、規模を縮小して開催[10]。

祭りの内容に関する参考資料
- 2018年（平成30年）開催時のイベント内容（資料提供：京都市）：[11]
- 2019年（令和元年）開催時のイベント内容（資料提供：京都市）：[26]

## 中国帰国者に関して
当ニュータウンへ移住する中国帰国者は1990年代から増加し、2008年（平成20年）には中国語の会話や公園で太極拳を行う光景が今までよりも顕著となった。2009年（平成21年）3月に開催された第2回「春の祭典」で餃子や中華まんなどを扱う模擬店で同イベントに参加したが、この当時は住民との交流はさほど多くなかった。
この問題を解決するため、2010年（平成22年）2月に各自治会長との交流会が開かれ、中国帰国者との間で意見交換が行われた。なお、この交流会が開かれる3ヵ月前（2009年11月）に「中国帰国者京都の会」が設立し、同会は1ヵ月前（2010年1月25日）に京都商工会議所で設立集会を開催している。
中国帰国者側は「棟の他の住民との交流が少ない」・「地域との交流を進めるための場を作る」・「社会に貢献できるような活動をしたい」・「日本語教室の開設」などの意見や要望を話し、自治会長側は「一部住民はルール・マナー違反が目立つ」・「自治会の役員に積極的に協力してほしい」・「あいさつ運動に参加してほしい」などの意見や要望を話した。
その後は住民トラブルが減少したが、1世の高齢化に関する課題が深刻となった。この件に関し、向島駅前まちづくり協議会の会長（当時）は「言葉の不自由を除けば他の住民と同様の条件にある。しっかりと地域全体に目を配りコツコツと積み重ねていくことが大切である」と総括した。
当ニュータウンでは中国の他に、ベトナム・ペルー・ブラジル・メキシコ・台湾など様々な国の人々が暮らす多世代・多文化・多国籍共生の町となり、地域コミュニティの不足が懸念されたが、前述した祭典（現：「向島まつり」）や「向島文化の日」を開催して国際交流が進められている。ちなみに、この取組みのスローガンは「人の力で、まちはかえられる」である。